# Fortin (Einheit)
Das  Fortin war ein altes türkisches Getreidemaß.
- 1 Fortin = 4 Quillots = 4 Kilos = 22 Okas = 7080 Pariser Kubikzoll = 141,064 Liter[1]
- 1 Kilos = 35,266 Liter[2]
- 1 Kilos = 35,11 Liter = 1770 Pariser Kubikzoll[3]